# Monte do Trigo (Rosais)
O Monte do Trigo é uma elevação portuguesa localizada na freguesia açoriana dos Rosais, concelho de Velas, ilha de São Jorge, arquipélago dos Açores.
Este acidente geológico encontra-se geograficamente localizado próximo da Ponta dos Rosais encontra-se intimamente relacionado com maciço montanhoso central da ilha de são Jorge do qual faz parte.
Esta formação geológica localizada a 503 metros de altitude acima do nível do mar apresenta escorrimento pluvial para a costa marítima e deve na sua formação geológica a um escorrimento lávico e piroclástico muito antigo.